# Västra Götaland megye
Västra Götaland megye (Västra Götalands län) Nyugat-Svédország egyik megyéje. Szomszédai Värmland, Örebro, Östergötland, Jönköping és Halland megyék. Norvégiában az Østfold megyével határos. A megyét a Vättern és Vänern tavak, valamint a Skagerrak-szoros veszik körül.

## Tartomány
Fő szócikkek: Västergötland tartomány, Bohuslän tartomány, Dalsland tartomány
A megye a történelmi tartományok területein fekszik.

## Címer
Fő szócikkek: Västergötland tartomány címere, Bohuslän tartomány címere, Dalsland tartomány címere
A megye létrejöttekor, 1999-ben kapta címerét. A címerben a három történelmi tartomány címere valamint Göteborg címere van összevonva. Ha a korona is rajta van, akkor a Megye Adminisztrációs Bizottságát jelöli.

## Népesség
| Lakosok száma | 1 690 782 | 1 709 814 | 1 725 881 | 1 734 443 | 1 744 859 | 1 758 656 | 1 767 016 | 1 772 190 |
|               | 2017      | 2018      | 2019      | 2020      | 2021      | 2022      | 2023      | 2024      |

## Külső hivatkozások
- Västra Götaland megye adminiszációja
- Västra Götaland megye